# Marco Rossetti (cestista)
Marco Rossetti (Firenze, 12 febbraio 1980) è un ex cestista italiano.

## Palmarès
- Coppa Saporta: 1

Siena: 2001-2002
- Coppa Italia di Legadue: 1

Basket Veroli: 2011

## Statistiche

### Nazionale
| Cronologia completa delle presenze e dei punti in Nazionale - Italia | Cronologia completa delle presenze e dei punti in Nazionale - Italia | Cronologia completa delle presenze e dei punti in Nazionale - Italia | Cronologia completa delle presenze e dei punti in Nazionale - Italia | Cronologia completa delle presenze e dei punti in Nazionale - Italia | Cronologia completa delle presenze e dei punti in Nazionale - Italia | Cronologia completa delle presenze e dei punti in Nazionale - Italia | Cronologia completa delle presenze e dei punti in Nazionale - Italia |
| Data                                                                 | Città                                                                | In casa                                                              | Risultato                                                            | Ospiti                                                               | Competizione                                                         | Punti                                                                | Note                                                                 |
| -------------------------------------------------------------------- | -------------------------------------------------------------------- | -------------------------------------------------------------------- | -------------------------------------------------------------------- | -------------------------------------------------------------------- | -------------------------------------------------------------------- | -------------------------------------------------------------------- | -------------------------------------------------------------------- |
| 01/06/2002                                                           | Chiavenna                                                            | Italia                                                               | 94 - 75                                                              | Lettonia                                                             | Amichevole                                                           | 7                                                                    | [ 1 ]                                                                |
| 02/06/2002                                                           | Milano                                                               | Italia                                                               | 99 - 56                                                              | Filippine                                                            | Amichevole                                                           | 10                                                                   | [ 2 ]                                                                |
| 03/06/2002                                                           | Sondrio                                                              | Italia                                                               | 72 - 89                                                              | Ucraina                                                              | Torneo amichevole                                                    | 0                                                                    | [ 3 ]                                                                |
| 04/06/2002                                                           | Sondrio                                                              | Italia                                                               | 93 - 59                                                              | Filippine                                                            | Torneo amichevole                                                    | 0                                                                    | [ 4 ]                                                                |
| 05/06/2003                                                           | Alassio                                                              | Italia                                                               | 56 - 57                                                              | Slovacchia                                                           | Torneo amichevole                                                    | 3                                                                    | [ 5 ]                                                                |
| 06/06/2003                                                           | Alassio                                                              | Italia                                                               | 84 - 45                                                              | Belgio                                                               | Torneo amichevole                                                    | 2                                                                    | [ 6 ]                                                                |
| Totale                                                               |                                                                      | Presenze                                                             | 6                                                                    |                                                                      | Punti                                                                | 22                                                                   |                                                                      |